# Carpentaria acuminata
Carpentaria acuminata là loài thực vật có hoa thuộc họ Arecaceae. Loài này được (H.Wendl. & Drude) Becc. mô tả khoa học đầu tiên năm 1885.

## Hình ảnh

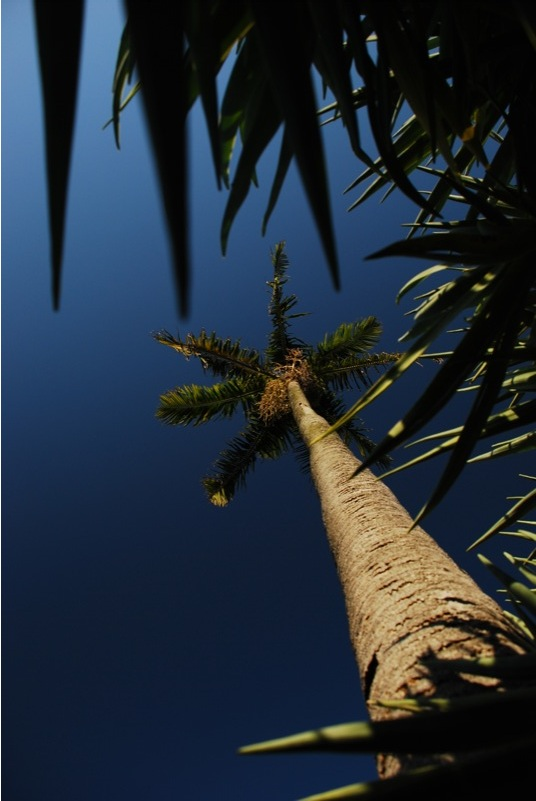
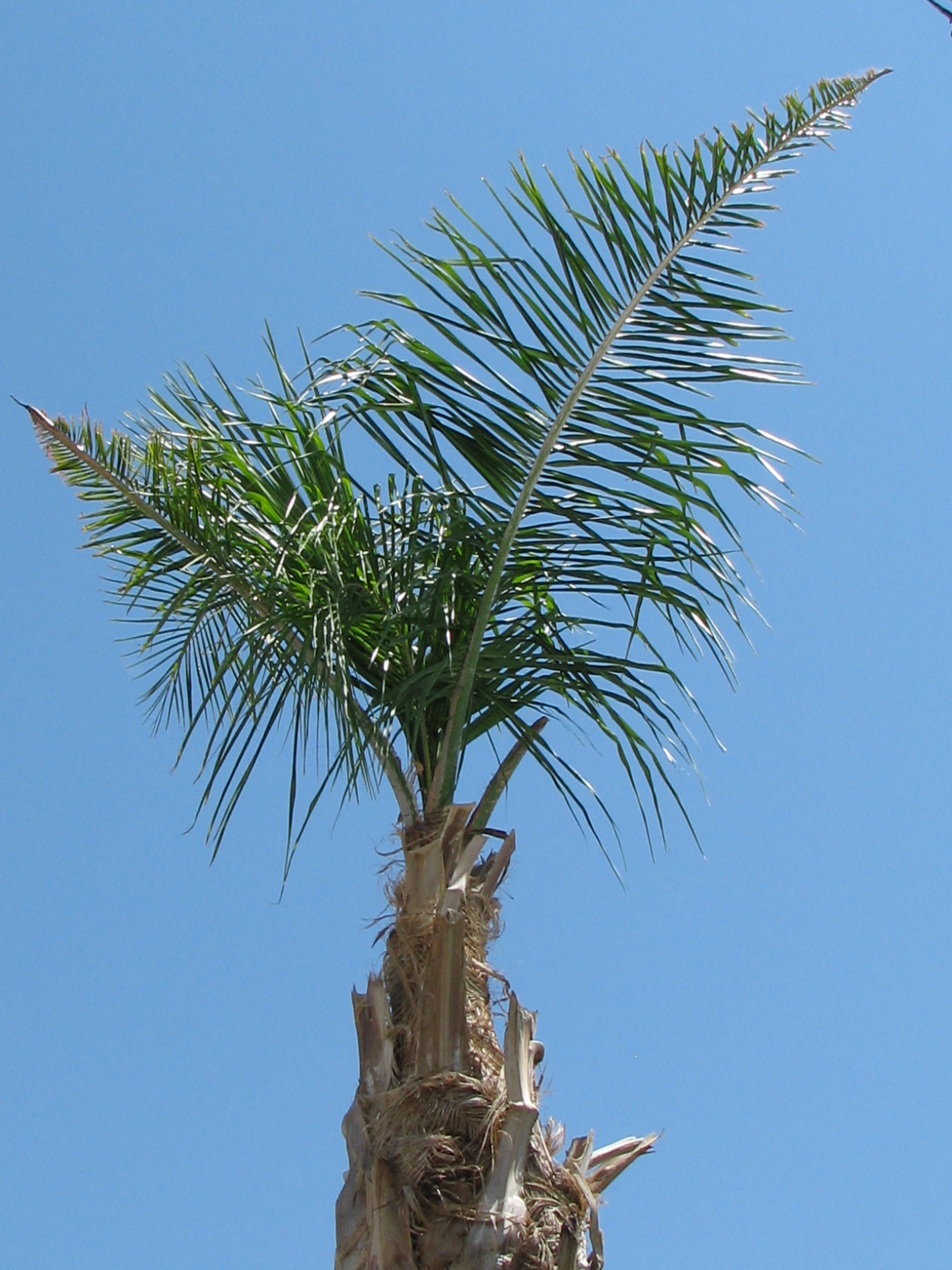